# 아메리카 원주민 언어

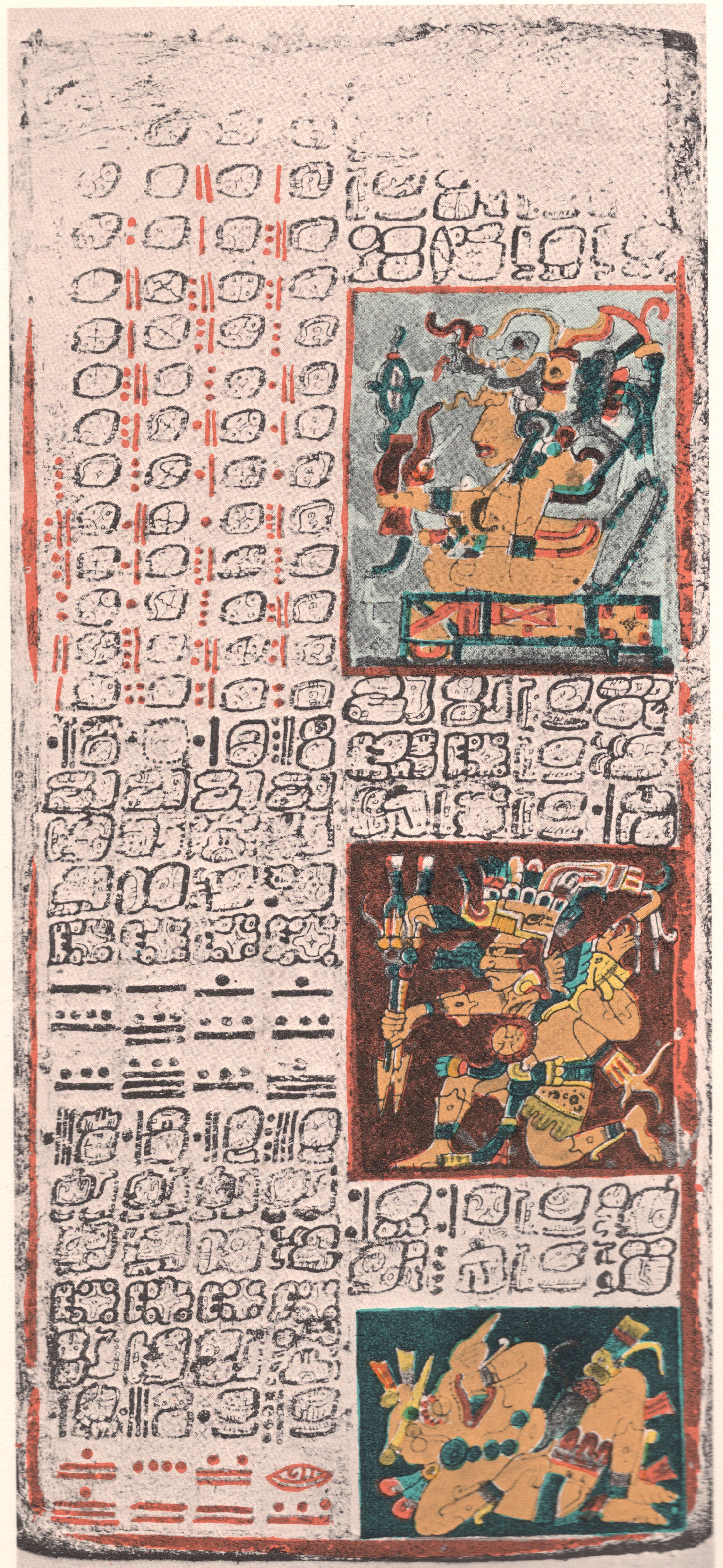
드레스덴 사본에 기록된 유카텍 마야어, 11~12세기 경, 치첸이차.

아메리카 원주민 언어는 알래스카, 누나부트, 그린란드에서 남아메리카 최남단에 이르기까지 아메리카 대륙을 이루는 땅덩어리에서 사용되는 아메리카 원주민의 언어들을 일컫는다. 이 토착어들은 수십 개의 어족과 여러 고립어 및 미분류어로 나뉜다.
이 언어들을 더 상위 단계의 어족들로 묶는 제안이 여럿 발표되었는데, 대표적으로 조지프 그린버그의 아메린드어족 가설이 있다. 일부 언어들이 서로 어떻게든 연결 짓기 어려울 만큼 확연히 다르다는 사실로 인해, 그린버그의 가설은 거의 모든 전문가들이 받아들이지 않고 있다.
유네스코에 따르면 거의 대부분의 아메리카 원주민 언어가 심각한 사멸 위기에 처해 있으며, 많은 수는 이미 사멸했다. 아메리카에서 가장 널리 쓰이는 토착어는 남부 케추아어로, 주로 남아메리카에 약 6~7백만 명의 화자가 있다.

## 역사
유럽인과 접촉하기 이전 남북아메리카에서는 다양한 민족들이 수천 가지 언어를 사용하고 있었다. 유럽인과의 첫 접촉은 11세기 초(노르드인의 그린란드 정착과 실패한 뉴펀들랜드 래브라도주 정착 시도)에서 15세기 말(크리스토퍼 콜럼버스의 항해) 사이에 이루어졌다. 아메리카의 여러 토착 문화에서는 자체적인 문자 체계를 개발하기도 했는데, 가장 유명한 것은 마야 문자이다. 아메리카 원주민 언어의 사용 인구 분포는 매우 다양한데, 케추아어족, 아이마라어, 과라니어, 나와틀어와 같이 수백만 명이 사용하는 언어들도 있지만, 많은 언어는 화자가 수백 명뿐이다. 콜럼버스 이후 시기에는 유럽 언어, 원주민 언어, 아프리카 언어를 기반으로 하는 토착 크리올어가 여럿 생겨났다.
유럽의 식민지배자들과 그 후계 국가들은 아메리카 원주민 언어에 대한 태도는 매우 다양했다. 브라질에서는 수사들이 투피어를 배우고 장려했다. 많은 라틴아메리카 식민지에서는 에스파냐 선교사들이 종종 현지의 언어와 문화를 배워서, 원주민들에게 그들의 말로 전도하고 그들의 종교와 기독교의 메시지를 결부시키고자 했다. 영국의 아메리카 식민지에서는 매사추세츠만 식민지의 선교사 존 엘리엇이 매사추세츠어(또는 왐파노아그어, 나틱어)로 성경 번역을 하고(1661~1663년), 북아메리카에서 최초로 인쇄된 성경인 엘리엇 성경을 출간했다.
유럽인들은 또한 아메리카 원주민 언어의 사용을 억압하고, 자기네 언어를 공식적인 소통 수단으로 확립했으며, 다른 언어로 된 글을 파괴하고, 원주민들이 학교에서 유럽어를 배우도록 강요하기도 했다. 그 결과 아메리카 원주민 언어는 문화적 억압과 화자 수 감소를 겪었다. 18~19세기에 들어서는 유럽 정착민과 행정가들이 가지고 온 언어인 에스파냐어, 영어, 포르투갈어, 프랑스어, 네덜란드어가 아메리카 대륙의 근대 국민국가에서 공용어 또는 국어로 자리잡았다.
많은 원주민 언어가 심각한 사멸 위기에 처하게 되었지만, 일부는 사용이 활발하며 수백만 명의 사람들이 일상적으로 사용한다. 여러 원주민 언어들이 자기네 나라에서 공식적인 지위를 얻었는데, 파라과이의 과라니어가 대표적이다. 그러나 공식적인 지위가 해당 언어의 최대 사용 지역에만 국한되는 경우도 있다. 때로는 헌법에서 공식적인 지위를 보장하기도 하지만, 가끔 '사실상의' 공용어 지위를 가지고 있는 언어도 있다. 예로는 페루의 케추아어와 볼리비아의 아이마라어가 있는데, 이 국가들에서는 실질적으로 모든 공식적 상황에서 에스파냐어가 우세하게 사용된다.
북아메리카와 극지방에서는, 그린란드가 2009년에 칼랄리수트어를 단일 공용어로 채택했다. 미국에서 가장 널리 쓰이는 아메리카 원주민 언어는 나바호어로, 미국 남서부에 20만 명 이상의 화자가 있다. 제 2차 세계 대전 당시 미군 해병대에서는 나바호어 남성 화자를 징집해, 미국의 군사 메시지를 주고받는 코드 토커로 활용했다. 독일과 일본 어느 쪽에서도 나바호어를 사용한 암호문을 해독해 내지 못했다. 오늘날에는 정부, 대학, 원주민들이 아메리카 원주민 언어의 보존과 재활성화를 위한 협력을 이어 나가고 있다.

## 기원
1997년의 저작에서 라일 캠벨은 아메리카 원주민 언어들의 역사적 기원에 관한 여러 가설을 열거한 바 있다.
1. 단일 언어 집단의 일회적 이주설 (널리 받아들여지지 않음)
2. 다양한 언어 집단의 이주설 (에드워드 사피어가 지지)
3. 다회적 이주설
4. 다언어 집단의 이주설 (여러 언어를 사용하는 집단의 일회적 이주)
5. 구세계에서 이미 분화되었지만 계통적으로 연관된 언어 집단의 유입설
6. 구세계 친족 언어들의 사멸설 (신세계의 언어만 생존)
7. 베링 해협이 아닌 태평양 해안을 따른 이주설

로저 블렌치는 2008년 동북아시아에서 이미 다양한 언어를 사용하고 있던 집단들이 태평양 해안을 따라 여러 번 이주했다는 설을 지지한 바 있다. 이 언어들이 신세계에서 번성했다는 것이다.

## 어족 및 미분류어
주:
- 사멸한 언어나 어족은 '†' 기호로 표시했다.
- 괄호 안의 숫자는 해당 어족에 소속된 언어의 수이다(예컨대 '아라와어족 (9)'는 아라와어족이 아홉 개 언어로 이루어져 있다는 뜻이다).
- 편의상 아래의 어족 목록은 정치적인 국경선을 따라 삼분했다. 각 부분은 지리적 지역(북·중앙·남아메리카)에 대략 대응하지만 동일하지는 않다. 이러한 구분이 원주민 문화 지역 간의 경계를 충분히 반영하는 것은 아니다.

### 북아메리카

유럽인과의 접촉 이전 북아메리카 어족의 분포 지도 (멕시코 북부 포함)

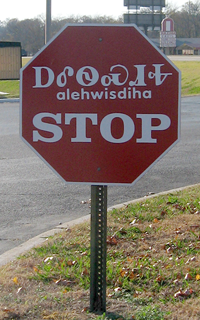
영어와 체로키어로 쓰인 이중언어 정지 표지판, 오클라호마주 탈레콰

아래의 분류는 Goddard (1996), Campbell (1997), Mithun (1999)를 조합한 것이다.
1. 고원 펜우티어족 (4) (또는 샤하프와일루트어족)
2. 나데네어족 (미국, 캐나다, 멕시코) (39)
3. 나체어 †
4. 마이두어족 (4)
5. 머스코기어족 (9)
6. 베오투크어 †
7. 살리나스어 †
8. 세일리시어족 (23)
9. 샤스타어족 (4) †
10. 샤이유슐라어 †
11. 솔라노어 †
12. 수어족 (19)
13. 아다이어 †
14. 아타카파어 †
15. 알그어족 (30)
16. 알세아어 (2) †
17. 야나어 †
18. 에셀렌어 †
19. 에스키모알류트어족 (7)
20. 와쇼어
21. 와카시어족 (7)
22. 와포어 †
23. 요쿠츠어족 (3)
24. 우티어족 (15) (또는 미워크코스타노어족)
25. 윈투어족 (4)
26. 유마코치미어족 (11)
27. 유치어
28. 유키어 †
29. 유트아스테카어족 (33)
30. 이로쿼이어족 (11)
31. 주니어
32. 추마시어족 (6) †
33. 치누크어족 (3) †
34. 치마리코어 †
35. 치마쿰어족 (2) †
36. 치티마차어 †
37. 침시안어족 (2)
38. 카도어족 (5)
39. 카란카와어 †
40. 카루크어
41. 카유세어 †
42. 칼라푸야어족 (3) †
43. 케레스어족 (2)
44. 코메크루도어족 (미국, 멕시코) (3) †
45. 코아윌라어 †
46. 코토나메어 †
47. 쿠스어족 (2) †
48. 쿠테나이어
49. 타노어족 (7)
50. 타켈마어 †
51. 톤카와어 †
52. 투니카어 †
53. 티무콰어 †
54. 팔라이흐니흐어족 (2)
55. 포모어족 (7)
56. 하이다어

### 중앙아메리카 및 멕시코

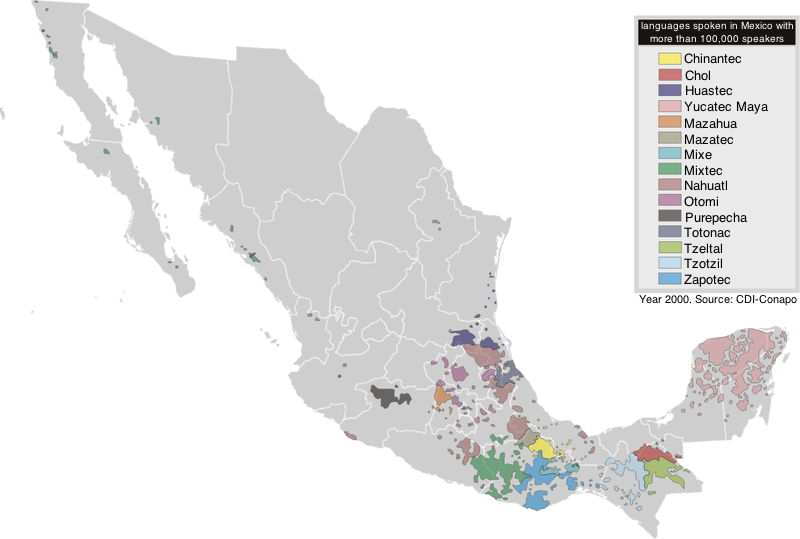
화자 수 십만 명 이상의 멕시코 토착어

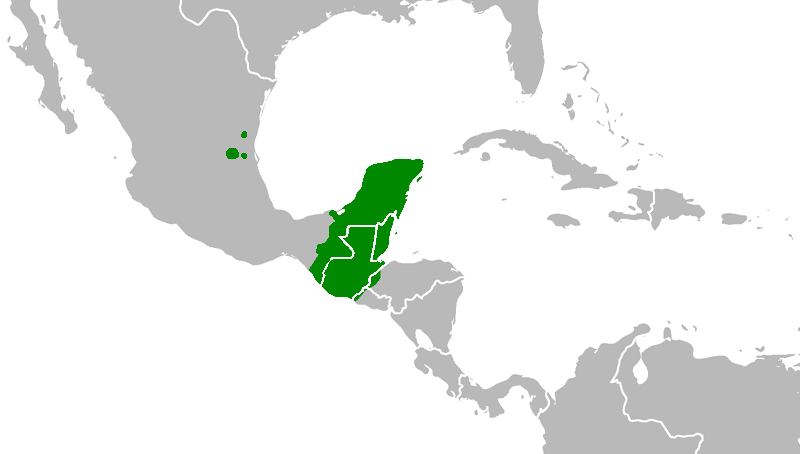
마야어족 언어들

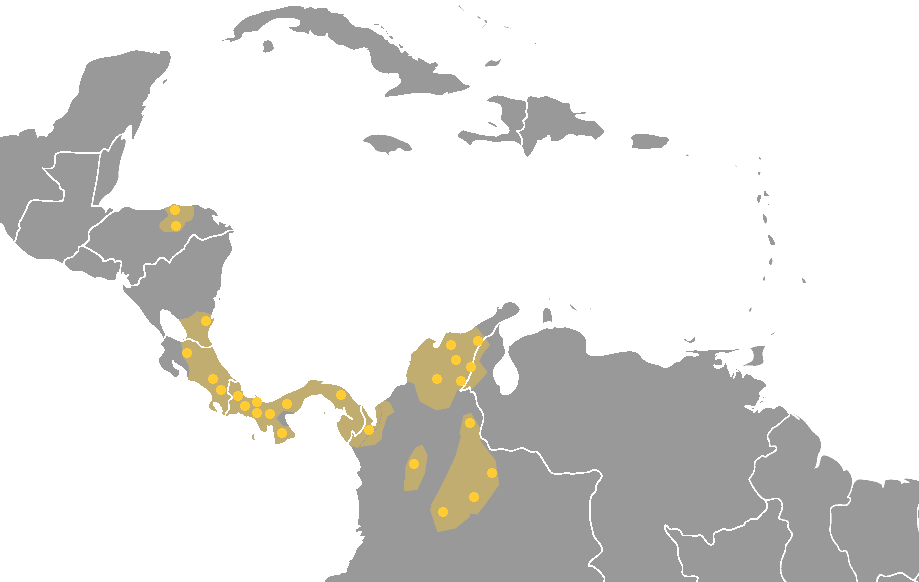
치브차어족 언어들

중앙아메리카에서 오늘날 사용되는 원주민 언어에는 마야어족 등이 있다. 마야어족은 주로 과테말라, 멕시코, 벨리즈, 온두라스에서 최소 6백만 명의 마야 원주민이 사용한다. 1996년 과테말라에서는 21개의 마야어를 공인했으며, 멕시코에서는 여덟 개 언어를 더 인정하고 있다. 마야어족은 아메리카에서 가장 잘 기록되고 연구된 원주민 언어에 속한다. 현대의 마야어족 언어들은 모두 4천 년도 더 전에 쓰였다고 추정되는 마야조어에서 기원하며, 이 조상 언어는 비교 방법을 이용하여 부분적으로 재구된 상태이다.
1. 나올란어 (멕시코 타마울리파스주) †
2. 렝카어족 (2) †
3. 마라티노어 (멕시코 북동부) †
4. 마야어족 (31)
5. 미수말파어족 (5)
6. 미헤소케어족 (19)
7. 세리어
8. 솔라노어 †
9. 싱카어족 (5) †
10. 알라귈락어 (과테말라) †
11. 오토망게어족 (27)
12. 올멕이후어 (멕시코의 미해독 비문에 쓰인 언어) †
13. 와베어
14. 와이쿠리어족 (8)
15. 유마어족 (미국, 멕시코) (11)
16. 유트아스테카어족 (미국, 멕시코) (33)
17. 치브차어족 (중앙아메리카, 남아메리카) (22)
18. 코메크루도어족 (텍사스주, 멕시코) (3) †
19. 코아윌라어 †
20. 코토나메어 †
21. 퀴틀라텍어 (멕시코 게레로주) †
22. 키니과어 (멕시코 북동부) †
23. 테키시스텍어족 (3)
24. 토토낙어족 (2)
25. 페리쿠어 †
26. 푸레페차어
27. 히카케어족 (2)

### 남아메리카 및 카리브해

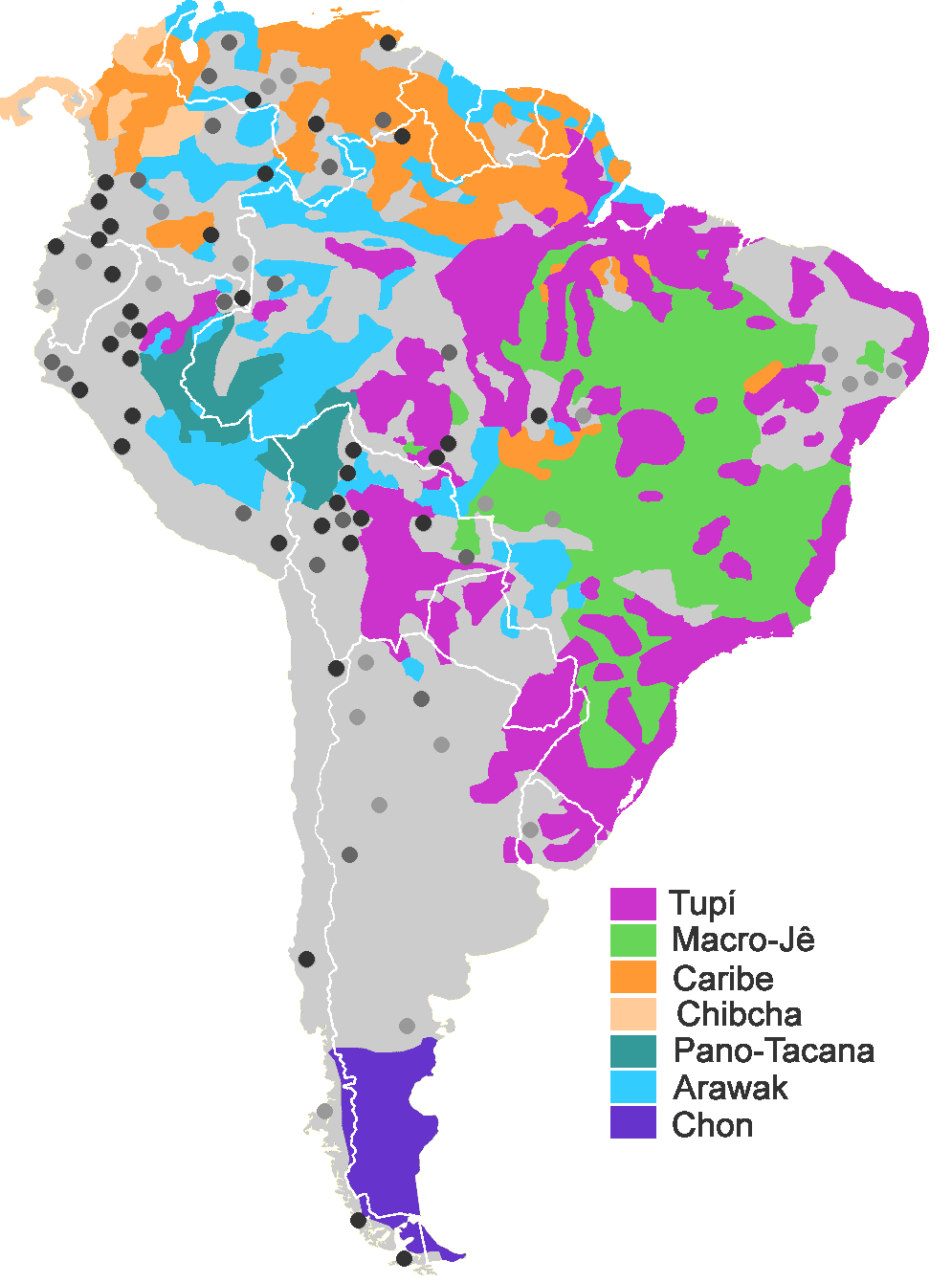
남아메리카의 주요 어족(5개 언어 이상) 중 일부: 검은 점은 고립어, 어두운 회색 점은 소규모 어족, 밝은 회색 점은 미분류어 또는 분류가 불확실한 언어이다. (화자 수가 가장 많은 케추아어족은 표시하지 않았다.)

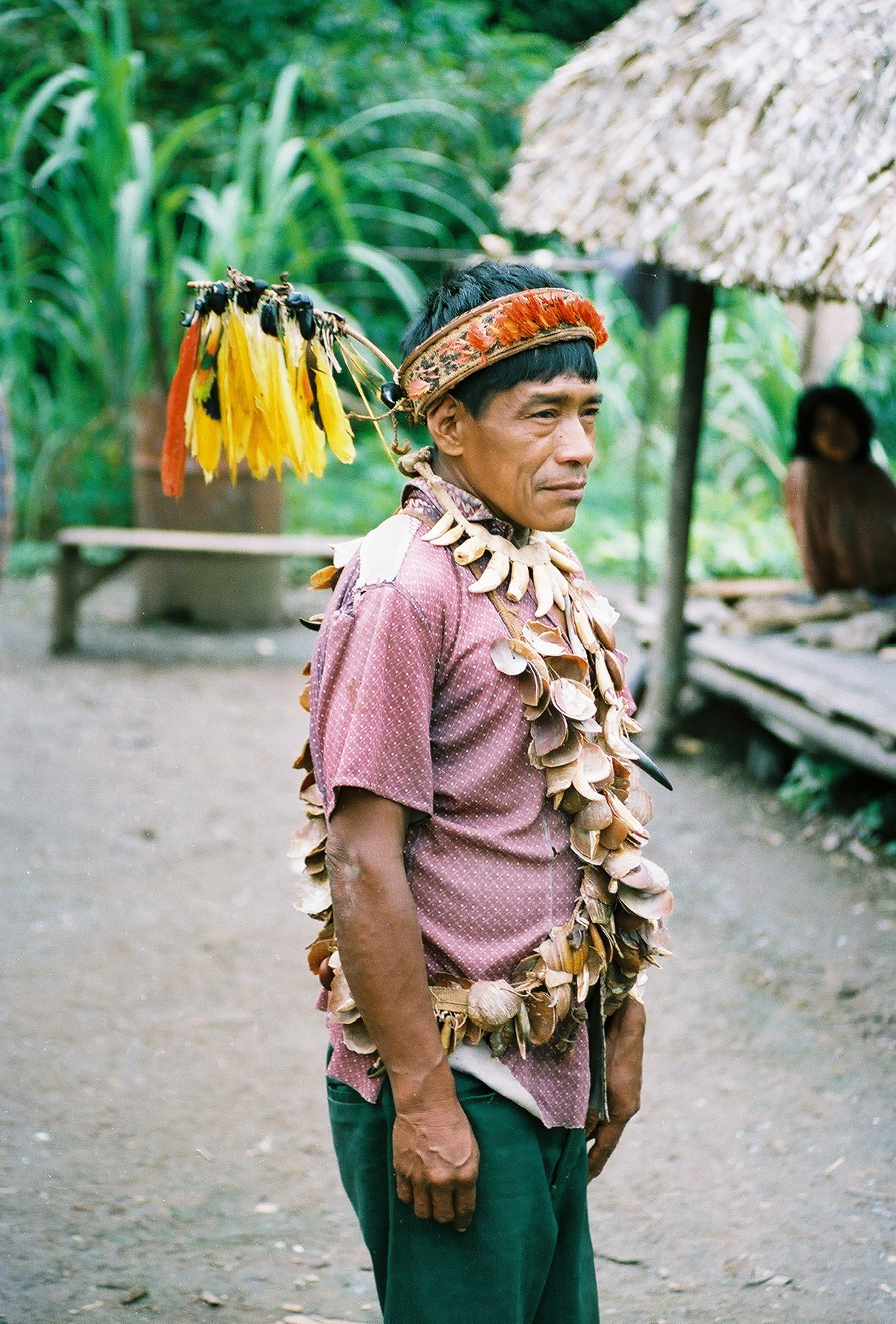
우라리나족 샤먼, 1988년

북아메리카와 중앙아메리카의 언어도 다양하지만, 남아메리카는 세계에서 손에 꼽을 정도로 언어 다양성이 높은 지역이다. 유럽인과의 첫 접촉 시점에서 1500개의 언어가 존재했다고 추정되며, 현재까지도 약 350개의 언어가 사용되고 있다. 그러나 언어 기록과 계통 분류 상황은 (다양한 분야에서 비교적 잘 연구되어 있는) 북아메리카에 비해 부진하다. 그 결과 많은 수의 언어 및 어족 간의 관계가 밝혀지지 않은 상태이며, 이미 제안된 일부 계통관계도 기반이 불확실하다.
아래의 어족과 고립어 및 미분류어 목록은 Campbell (1997)을 따라 약간 보수적으로 분류한 것이다. 제안된 (종종은 추측성인) 어족 분류들 중 다수는 Campbell (1997), Gordon (2005), Kaufman (1990, 1994), Key (1979), Loukotka (1968), 그리고 아래의 제안된 어계 가설 단락에서 볼 수 있다.
1. 가멜라어 (브라질 마라냥주) †
2. 고대 카티오누타베어 (콜롬비아) †
3. 고르고토키어 (볼리비아) †
4. 과토어
5. 나다후프어족 (5)
6. 나투어 (브라질 페르남부쿠주) †
7. 남비콰라어족 (5)
8. 노누야어 (페루, 콜롬비아)
9. 대앤틸리스제도의 선아라와크 제어 (과나하타베이어, 마소리슈어, 시와요어) † (쿠바, 이스파니올라섬)
10. 레코어 (또는 라팔라파어)
11. 룰레어 (아르헨티나) (또는 토노코테어?)
12. 리크바크차어
13. 마샤칼리어족 (3)
14. 마스코이어족 (5)
15. 마쿠어 (참고: 다른 마쿠어)
16. 마타나위어 †
17. 마타코어족 (4) (또는 마타와요어족)
18. 마푸체어 (칠레, 아르헨티나) (또는 아라우카니아어족, 마푸둥군어, 윌리체어)
19. 말리부어족
20. 모비마어 (볼리비아)
21. 모세텐어족
22. 모카나어 (콜롬비아 투바라시) †
23. 무니치어 (페루) (또는 무니체어)
24. 무라어족 (4)
25. 무투어 (또는 로코어)
26. 바르바코아어족 (8)
27. 바에난어 (브라질 바히아주) (또는 바에낭어) †
28. 베토이어 (콜롬비아) (또는 히라라어) †
29. 보로로어족
30. 빌렐라어
31. 사무코어족 (2)
32. 사파로어족 (5)
33. 살리바어족 (2)
34. 세추라어 (또는 아탈란어, 세크어) †
35. 쇼코어 (브라질 알라고아스주, 페르남부쿠주) †
36. 슈쿠루어 (브라질 페르남부쿠주, 파라이바주) †
37. 아라와어족 (9)
38. 아라와크어족 (남아메리카, 카리브해) (64) (또는 마이푸레어족)
39. 아라큼부트어 (2) (또는 투요네리어)
40. 아루타니어
41. 아와노어 †
42. 아이마라어족 (3)
43. 아이카낭어 (브라질 혼도니아주) (또는 투바랑어)
44. 안다키어 †
45. 안도케어 (콜롬비아, 페루)
46. 안도케로어 †
47. 야간어 (칠레) (또는 야마나어)
48. 야노맘어족 (4)
49. 야루로어 (또는 자루로어)
50. 에스메랄다어 (또는 타카메어) †
51. 오무라노어 (페루) (또는 마이나어, 무무라나어, 누무라나어, 리마추어, 로아마이나어, 우무라노어) †
52. 오토마코어족 (2) †
53. 오티어 (브라질 상파울루주) †
54. 오파예어
55. 와라오어 (가이아나, 수리남, 베네수엘라)
56. 와르페어 †
57. 와모어 (베네수엘라) †
58. 와모에어 (브라질 페르남부쿠주) †
59. 와오라니어 (에콰도르, 페루) (또는 아우카어, 와오어, 사벨라어, 와오다니어)
60. 와이쿠루어족 (7) (또는 와이쿠루어족)
61. 와코나어 †
62. 와히보어족 (4)
63. 우라리나어 (또는 시마쿠어, 이투칼레어)
64. 위토토어족 (6) (또는 보라위토토어족)
65. 유라카레어 (볼리비아)
66. 유루망기어 (콜롬비아) (또는 유리망기어) †
67. 유리어 (콜롬비아, 브라질) (또는 카라바요어, 주리어) †
68. 이란체어 (브라질 마투그로수주)
69. 이토나마어 (볼리비아) (또는 사라모어, 마초토어)
70. 자부티어족
71. 제어족 (13) (또는 예어족)
72. 제이코어 †
73. 차루아어족 †
74. 차파쿠라어족 (9) (또는 차파쿠라와냠어족)
75. 초노어 †
76. 초코어족 (10)
77. 촌어족 (2) (또는 파타고니아어족)
78. 치무어족 (3) †
79. 치브차어족 (중앙아메리카, 남아메리카) (22)
80. 치참어족 (2) (또는 히바로어족)
81. 치키토어
82. 치파야우루어족 (또는 우루치파야어족)
83. 카니차나어 (볼리비아) (또는 카네시어)
84. 카라바요어
85. 카라자어
86. 카리리어 (브라질 파라이바주, 페르남부쿠주, 세아라주) †
87. 카리브어족 (29)
88. 카마캉어족 †
89. 카와파나어족 (2) (또는 헤베로어족)
90. 카웨스카르어 (칠레) (또는 알라칼루프어, 카와스카르어, 할라왈리프어, 아크사나어, 헤카이네어)
91. 카유바바어 (볼리비아)
92. 카임베어
93. 카타카오어족 †
94. 카템브리어 †
95. 카투키나어족 (3)
96. 카피샤나어 (브라질 혼도니아주) (또는 카노에어)
97. 칸도시어 (또는 마이나어)
98. 칼리아나어 (또는 카리아나어, 사페어, 치리차노어)
99. 캄사어 (콜롬비아) (또는 시분도이어, 코체어)
100. 케추아어족 (46)
101. 코에루나어 (브라질) †
102. 코판어 (콜롬비아, 에콰도르)
103. 콰자어 (코아야어) (브라질 혼도니아주)
104. 쿤사어 (칠레, 볼리비아, 아르헨티나) (또는 아타카마어, 리페어) †
105. 쿨레어 (페루) (또는 쿨리어, 링가어) †
106. 퀘바어 †
107. 크레나크어족 (3) (또는 아이모레어족, 보토쿠도어족)
108. 타라이리우어 (브라질 히우그란지두노르치주) †
109. 타루마어 †
110. 타방칼레어 † (페루)
111. 타우시로어 (페루) (또는 핀치어, 핀체어)
112. 타이로나어 (콜롬비아) †
113. 테우셴어 † (아르헨티나 파타고니아)
114. 테키라카어 (페루) (또는 아비시리어) †
115. 투샤어 (브라질 바히아주, 페르남부쿠주) †
116. 투카노어족 (15)
117. 투피어족 (과라니어 포함 70)
118. 트루마이어 (브라질 마투그로수주 싱구강)
119. 티니와어족 (2) (또는 파미와어족) †
120. 티모테어족 (2) †
121. 티쿠나어 (콜롬비아, 페루, 브라질) (또는 마그타어, 투쿠나어, 투크나어)
122. 파노타카나어족 (33)
123. 파에스어 (또는 나사유웨어)
124. 파타곤어 † (페루)
125. 판살레오어 (에콰도르) (또는 라타쿵가어, 키토어) †
126. 판카라루어 (브라질 페르남부쿠주) †
127. 팔타어 †
128. 페바야와어족 (2) (또는 야와어족, 페바어족)
129. 푸리어족 (2) †
130. 푸엘체어 (칠레) (또는 게나켄어, 겐나켄어, 팜파어, 페웬체어, 랑켈체어) †
131. 푸이나베어 (또는 마쿠어)
132. 푸키나어 (볼리비아) †
133. 풀니오어
134. 피하오어†
135. 호드어 (베네수엘라) (또는 호티어, 와루와루어)
136. 히라하라어족 (3) †
137. 히마리망어
138. 히비토촐론어족 †

## 제안된 어계 가설
아메리카의 언어들에 대해 제안된 어족 가설들은 대중적 저술에서 이견이 없는 것마냥 인용되곤 한다. 그러나 이러한 제안들 중 다수는 완전히 증명되지 못했거나 아예 증명되지 않았다. 전문가들은 어떤 제안들에 대해서는 호의적으로 바라보며, 미래에는 그러한 계통 관계가 확립될 가능성이 크다고 믿는다(예컨대 펜우티어족설). 다른 제안들은 좀 더 논란의 여지가 있는데, 한 가설 내에서 어떤 계통 관계들은 증명될 수 있더라도 다른 많은 부분은 증명되지 못할 것이라고 많은 언어학자들은 전망한다(예컨대 에드워드 사피어 스스로가 "쓰레기통 어계"라고 부르기도 한 호크수어족설). 나머지 제안들에 대해서는 전문가들이 거의 만장일치로 기각하고 있다(예컨대 아메린드어족설). 아래는 이러한 여러 제안들의 (부분적인) 목록이다.
1. 노스트라테스아메린드어족
2. 데네예니세이어족
3. 데네캅카스어족
4. 룰레빌렐라어족
5. 마타코와이쿠루어족
6. 모세텐촌어족
7. 모스어족 (세일리시어족 + 와카시어족 + 치마쿰어족)
8. 무라마타나위어족
9. 사파로야와어족
10. 세추라카타카오어족 (또는 세추라탈란어족)
11. 아루타니사페어족 (아와케칼리아나어족)
12. 아메린드어족 (에스키모알류트어족 및 나데네어족을 제외한 모든 언어)
13. 아스텍타노어족 (유트아스테카어족 + 타노어족)
14. 알모스케레수어족 (알모스어족 + 케레수어족)
15. 앨공퀸와카시어족 (또는 알모스어족)
16. 앨공퀸플로리다만어족 (알그어족 + 베오투크어 + 플로리다만어족)
17. 에스메랄다야루로어족
18. 와모차파쿠라어족
19. 요크우티어족
20. 유키와포어족
21. 제투피카리브어족
22. 제파노카리브어족
23. 치무치파야어족
24. 치브차파에스어족
25. 치키토보로로어족
26. 카웨스카르 언어지역
27. 칸도시오무라노타우시로어족
28. 칼리아나어족
29. 케레수어족 (확대 수어족 + 케레스어족 + 유치어)
30. 케추마라어족
31. 코아윌라어족 (코아윌라어 + 코토나메어 + 코메크루도어족 + 카란카와어 + 톤카와어)
32. 쿤사카피샤나어족
33. 타켈마어족 (타켈마어 + 칼라푸야어족)
34. 테키라카카니차나어족
35. 토토소케어족 (토토낙어족 + 미헤소케어족)
36. 투니카어족 (투니카어 + 아타카파어 + 치티마차어)
37. 티쿠나유리어족 (또는 유리티쿠나어족)
38. 파에스바르바코아어족
39. 파에스어족 (안다키어 + 파에스어 + 판살레오어)
40. 펜우티어족 (캘리포니아주와 간혹 멕시코의 여러 언어들)
  1. 캘리포니아 펜우티어족 (윈투어족 + 마이두어족 + 요쿠츠어족 + 우티어족)
  2. 오리건 펜우티어족 (타켈마어 + 쿠스어족 + 샤이우슐라어 + 알세아어)
  3. 멕시코 펜우티어족 (미헤소케어족 + 와베어)
41. 푸이나베마쿠어족
42. 플로리다만어족 (머스코기어족 + 나체어 + 투니카어)
43. 하이다어를 포함하는 사피어의 나데네어족 (하이다어 + 틀링깃어 + 이야크어 + 아다파스카어파)
44. 호크수어족 (호크어족 + 케레수어족 + 수브티아바틀라파넥어족 + 코아윌라어족 + 유키어족 + 투니카어족 + 나체어 + 머스코기어족 + 티무콰어)
45. 호크어족 (카로크어 + 치마리코어 + 샤스타어족 + 팔라이흐니흐어족 + 야나어 + 포모어족 + 와쇼어 + 에셀렌어 + 유마어족 + 살리나스어 + 추마시어족 + 세리어 + 테키시스텍어족)
46. 확대 레코어족
47. 확대 마야어족
48. 확대 수어족 (수어족 + 이로쿼이어족 + 카도어족)
49. (확대) 아라와크어족
50. 확대 안데스어족
51. 확대 오토마코어족
52. 확대 와르페어족 (무라어족 + 마타나위어 + 와르페어)
53. 확대 와이쿠루어족
54. 확대 제어족 (또는 확대 예어족)
55. 확대 치브차어족
56. 확대 카리브어족
57. (확대) 카템브리타루마어족
58. 확대 투카노어족
59. 확대 투피카리브어족
60. 확대 파노어족
61. 확대 파에스어족
62. 확대 푸이나베어족
63. 확대 히바로어족
64. 히바로카와파나어족
65. 히비토촐론어족

## 언어 지역
아메리카의 언어들은 종종 '언어 지역' 또는 '언어동조대'('수렴 지대')로 묶을 수 있다. 지금까지 확인된 언어 지역들을 입증하기 위해서는 더 많은 연구가 필요하다. 언어동조대에 관한 지식은 역사언어학자들이 지역 공통의 특징과 진짜 계통 관계를 가려내는 데 도움을 준다. 아메리카의 지역언어학 분야를 개척한 연구는 조엘 셔저의 학위논문인 Sherzer (1976)이다.
상게서에서 라일 캠벨은 20개의 언어동조대 또는 언어 지역을 열거하는데, 이 중 많은 수는 가설 단계에 머물러 있다.
주: 일부 언어 지역은 다른 지역과 범위가 겹칠 수 있다.
| 언어 지역 (언어동조대)                    | 소속 어족, 어파, 언어 |
| ----------------------------------------- | --- |
| 북부 북서 해안                            | 알류트어, 하이다어, 이야크어, 틀링깃어 |
| 북서 해안                                 | 이야크어, 틀링깃어, 아다파스카어파, 침시안어족, 와카시어족, 치마쿰어족, 살리시어족, 알세아어, 쿠스어족, 칼라푸야어족, 타켈마어, 하류 치누크어                                                         |
| 고원                                      | 사합틴어족, 상류 치누크어, 니콜라어, 카유세어, 몰랄라어, 클라마스어, 쿠테나이어, 내륙 살리시어파 |
| 북캘리포니아                              | 알그어족, 아다파스카어파, 유키어, 미워크어파, 윈투어족, 마이두어족, 클라마스모도크어파, 포모어족, 치마리코어, 아초마위어, 아추게위어, 카루크어, 샤스타어, 야나어, (와쇼어)                            |
| 클리어호                                  | 호수 미워크어, 파트윈어, 동포모어, 북동포모어, 와포어 |
| 남해안 산맥                               | 추마시어족, 에셀렌어, 살리나스어 |
| 남캘리포니아 및 서애리조나                | 유마어족, 쿠파어파 (유트아스테카어족), 약하게 세라노어파 |
| 대분지                                    | 느므어파 (유트아스테카어족), 와쇼어 |
| 푸에블로                                  | 케레스어족, 타노어족, 주니어, 호피어, 일부 아파치어군 언어들 |
| 평원                                      | 아다파스카어파, 앨공퀸어파, 수어족, 타노어족, 유트아스테카어족, 톤카와어 |
| 북동부                                    | 위네바고어 (수어족), 북이로쿼이어파, 동앨공퀸어군 |
| 남동부 ("걸프")                           | 머스코기어족, 치티마차어, 아타카파어, 투니카어, 나체어, 유치어, 오포어 (수어족), 빌록시어 (수어족) - 간혹 투텔로어, 카토바어파, 콰포어, 데기하어파 (모두 수어족), 투스카로라어, 체로키어, 쇼니어 포함 |
| 메소아메리카                              | 아스테카어파 (유트아스테카어족 나와어파), 미헤소케어족, 마야어족, 싱카어족, 오토망게어족 (치치메카 호나스어 및 일부 파메어, 토토낙어족 제외), 푸레페차어, 퀴틀라텍어, 테키시스텍어족, 와베어          |
| 마야                                      | 마야어족, 싱카어족, 렝카어족, 히카케어족 |
| 콜롬비아 및 중앙아메리카                  | 치브차어족, 미수말파어족, 망게어파, 수브티아바어, 간혹 렝카어족, 히카케어족, 초코어족, 베토이어 |
| 베네수엘라 및 안틸레스                    | 아라와크어족, 카리브어족, 와모어, 오토마코어, 야루로어, 와라오어 |
| 안데스                                    | 케추아어족, 아이마라어족, 칼랴와야어, 치파야어 |
| 에콰도르 및 콜롬비아 (안데스의 하위 지역) | 파에스어 (파에스어족), 코코누코어, 콰이케르어, 차팔라어, 차피키어 (바르바코아어족), 캄사어, 코판어, 에스메랄다어, 에콰도르 케추아어                                                                   |
| 오리노코 및 아마존                        | 야노맘어족, 피아로아(살리바)어족, 아라와크/마이푸레어족, 카리브어족, 호티어, 우루아크/아우아케어, 사페(칼리아나)어, 마쿠어                                                                            |
| 아마존                                    | 아라와크/마이푸레어족, 아라우아/아라와어족, 카리브어족, 차파쿠라어족, 제/예어족, 파노어족, 푸이나베어족, 타카나어족, 투카노어족, 투피어족                                                             |
| 코노수르                                  | 마푸체어 (아라우카니아어족), 과이쿠루어족, 촌어족 |

## 같이 보기
- 아메리카 원주민

## 참고 문헌
- Bright, William. (1984). The classification of North American and Meso-American Indian languages. In W. Bright (Ed.), American Indian linguistics and literature (pp. 3–29). Berlin: Mouton de Gruyter.
- Bright, William (Ed.). (1984). American Indian linguistics and literature. Berlin: Mouton de Gruyter. ISBN 3-11-009846-6.
- Brinton, Daniel G. (1891). The American race. New York: D. C. Hodges.
- Campbell, Lyle. (1997). American Indian languages: The historical linguistics of Native America. New York: Oxford University Press. ISBN 0-19-509427-1.
- Campbell, Lyle; & Mithun, Marianne (Eds.). (1979). The languages of native America: Historical and comparative assessment. Austin: University of Texas Press.

### 북아메리카
- Boas, Franz. (1911). Handbook of American Indian languages (Vol. 1). Bureau of American Ethnology, Bulletin 40. Washington: Government Print Office (Smithsonian Institution, Bureau of American Ethnology).
- Boas, Franz. (1922). Handbook of American Indian languages (Vol. 2). Bureau of American Ethnology, Bulletin 40. Washington: Government Print Office (Smithsonian Institution, Bureau of American Ethnology).
- Boas, Franz. (1929). Classification of American Indian languages. Language, 5, 1–7.
- Boas, Franz. (1933). Handbook of American Indian languages (Vol. 3). Native American legal materials collection, title 1227. Glückstadt: J.J. Augustin.
- Bright, William. (1973). North American Indian language contact. In T. A. Sebeok (Ed.), Linguistics in North America (part 1, pp. 713–726). Current trends in linguistics (Vol. 10). The Hauge: Mouton.
- Goddard, Ives (Ed.). (1996). Languages. Handbook of North American Indians (W. C. Sturtevant, General Ed.) (Vol. 17). Washington, D. C.: Smithsonian Institution. ISBN 0-16-048774-9.
- Goddard, Ives. (1999). Native languages and language families of North America (rev. and enlarged ed. with additions and corrections). [Map]. Lincoln, Nebraska: University of Nebraska Press (Smithsonian Institution). (Updated version of the map in Goddard 1996). ISBN 0-8032-9271-6.
- Goddard, Ives. (2005). The indigenous languages of the southeast. Anthropological Linguistics, 47 (1), 1–60.
- Mithun, Marianne. (1990). Studies of North American Indian Languages. Annual Review of Anthropology, 19(1): 309–330.
- Mithun, Marianne. (1999). The languages of Native North America. Cambridge: Cambridge University Press. ISBN 0-521-23228-7 (hbk); ISBN 0-521-29875-X.
- Nater, Hank F. (1984). The Bella Coola Language. Mercury Series; Canadian Ethnology Service (No. 92). Ottawa: National Museums of Canada.
- Powell, John W. (1891). Indian linguistic families of America north of Mexico. Seventh annual report, Bureau of American Ethnology (pp. 1–142). Washington, D.C.: Government Printing Office. (Reprinted in P. Holder (Ed.), 1966, Introduction to Handbook of American Indian languages by Franz Boas and Indian linguistic families of America, north of Mexico, by J. W. Powell, Lincoln: University of Nebraska).
- Powell, John W. (1915). Linguistic families of American Indians north of Mexico by J. W. Powell, revised by members of the staff of the Bureau of American Ethnology. (Map). Bureau of American Ethnology miscellaneous publication (No. 11). Baltimore: Hoen.
- Sebeok, Thomas A. (Ed.). (1973). Linguistics in North America (parts 1 & 2). Current trends in linguistics (Vol. 10). The Hauge: Mouton. (Reprinted as Sebeok 1976).
- Sebeok, Thomas A. (Ed.). (1976). Native languages of the Americas. New York: Plenum.
- Sherzer, Joel. (1973). Areal linguistics in North America. In T. A. Sebeok (Ed.), Linguistics in North America (part 2, pp. 749–795). Current trends in linguistics (Vol. 10). The Hauge: Mouton. (Reprinted in Sebeok 1976).
- Sherzer, Joel. (1976). An areal-typological study of American Indian languages north of Mexico. Amsterdam: North-Holland.
- Sletcher, Michael, 'North American Indians', in Will Kaufman and Heidi Macpherson, eds., Britain and the Americas: Culture, Politics, and History, (2 vols., Oxford, 2005).
- Sturtevant, William C. (Ed.). (1978–present). Handbook of North American Indians (Vol. 1–20). Washington, D. C.: Smithsonian Institution. (Vols. 1–3, 16, 18–20 not yet published).
- Vaas, Rüdiger: 'Die Sprachen der Ureinwohner'. In: Stoll, Günter, Vaas, Rüdiger: Spurensuche im Indianerland. Hirzel. Stuttgart 2001, chapter 7.
- Voegelin, Carl F.; & Voegelin, Florence M. (1965). Classification of American Indian languages. Languages of the world, Native American fasc. 2, sec. 1.6). Anthropological Linguistics, 7 (7): 121-150.
- Zepeda, Ofelia; Hill, Jane H. (1991). The condition of Native American Languages in the United States. In R. H. Robins & E. M. Uhlenbeck (Eds.), Endangered languages (pp. 135–155). Oxford: Berg.

### 남아메리카
- Adelaar, Willem F. H.; & Muysken, Pieter C. (2004). The languages of the Andes. Cambridge language surveys. Cambridge University Press.
- Fabre, Alain. (1998). "Manual de las lenguas indígenas sudamericanas, I-II". München: Lincom Europa.
- Kaufman, Terrence. (1990). Language history in South America: What we know and how to know more. In D. L. Payne (Ed.), Amazonian linguistics: Studies in lowland South American languages (pp. 13–67). Austin: University of Texas Press. ISBN 0-292-70414-3.
- Kaufman, Terrence. (1994). The native languages of South America. In C. Mosley & R. E. Asher (Eds.), Atlas of the world's languages (pp. 46–76). London: Routledge.
- Key, Mary R. (1979). The grouping of South American languages. Tübingen: Gunter Narr Verlag.
- Loukotka, Čestmír. (1968). Classification of South American Indian languages. Los Angeles: Latin American Studies Center, University of California.
- Mason, J. Alden. (1950). The languages of South America. In J. Steward (Ed.), Handbook of South American Indians (Vol. 6, pp. 157–317). Smithsonian Institution Bureau of American Ethnology bulletin (No. 143). Washington, D.C.: Government Printing Office.
- Migliazza, Ernest C.; & Campbell, Lyle. (1988). Panorama general de las lenguas indígenas en América. Historia general de América (Vol. 10). Caracas: Instituto Panamericano de Geografía e Historia.
- Rodrigues, Aryon. (1986). Linguas brasileiras: Para o conhecimento das linguas indígenas. São Paulo: Edições Loyola.
- Rowe, John H. (1954). Linguistics classification problems in South America. In M. B. Emeneau (Ed.), Papers from the symposium on American Indian linguistics (pp. 10–26). University of California publications in linguistics (Vol. 10). Berkeley: University of California Press.
- Sapir, Edward. (1929). Central and North American languages. In The encyclopædia britannica: A new survey of universal knowledge (14 ed.) (Vol. 5, pp. 138–141). London: The Encyclopædia Britannica Company, Ltd.
- Voegelin, Carl F.; & Voegelin, Florence M. (1977). Classification and index of the world's languages. Amsterdam: Elsevier. ISBN 0-444-00155-7.
- Debian North American Indigenous Languages Project